# The Manipulator
The Manipulator (1982–1994) war eine Zeitschrift der Künstler Wilhelm Moser und David Colby und war mit den  Maßen 50 × 70 cm das größte Magazin, das je gedruckt wurde. 
Die erste Ausgabe erschien 1982, das Magazin hat Stars aus den Branchen Mode, Fotografie, Architektur, Design, Film und Kunst hervorgebracht und porträtiert.
Wilhelm Moser und David Colby, beide aus dem Umfeld des Andy-Warhol-Galeristen Charles Cowles, wurden in den 1980er Jahren vom London ID Magazine unter den weltweit zehn besten Herausgebern mit dem größten Einfluss in Sachen Style und Trend ausgezeichnet und schufen ein bis heute hoch dotiertes, weltweit begehrtes Kunstmagazin auf Werkdruckpapier mit den ungewöhnlichen Maßen von 50 × 70 cm.

## Geschichte
Die Zeitschrift The Manipulator entstand in den 1980er Jahren, in der die Macht der Medien zu wachsen begann. Durch diese Analyse inspiriert entstand auch der Titel „The Manipulator“ – „Bring etwas groß in die Zeitung und es hat plötzlich Bedeutung! Und: Size matters!“ nahmen die zwei damals in
Düsseldorf beim Wort.
In einem Interview initiierte Andy Warhol bereits die Ära des „Independent Publishing“. Neben klassischen Hochglanz-Magazinen gab es fortan Special-Interest-Blätter wie The Face oder Details. Mitte der 1980er Jahre folgten Egoiste, I-D, Blitz, Metropolis, Vibe und Visionaire.